# Internalisierung (Sozialwissenschaften)
Als Internalisierung (aus lat. internus ‚im Inneren befindlich‘, ‚inwendig‘, ‚der Innere‘) bezeichnet man in den Sozialwissenschaften, insbesondere in der Soziologie, die Aneignung und Verinnerlichung gesellschaftlicher Werte, Sitten, Normen und sozialer Rollen im Rahmen der Sozialisation und der Erziehung.
Dazu gehören z. B. als Normen: „Grußsitten“, die körperliche „Reinlichkeit“ in der Öffentlichkeit oder die noch als unaufdringlich geltende Dauer von Blicken auf Fremde in öffentlichen Verkehrsmitteln bis hin zu rechtlichen Normen. Werte können sein: „Demokratie“, „freie Wahlen“, ethische Werte wie „Gerechtigkeit“, „Solidarität“ bis hin zu „freier Wettbewerb“, „Unantastbarkeit des Eigentums“. Normen und Werte stellen in der Gesellschaft teilweise ein heterogenes und widersprüchliches Konglomerat dar, das die Internalisierung erschwert.
In der Politikwissenschaft wird als Internalisierung die Eingliederung von Werten und Normen in ein System bezeichnet.
In der Psychoanalyse werden als Internalisierung die Prozesse bezeichnet, bei denen das Subjekt reale oder phantasierte Interaktionen mit seiner Umwelt in innere Regulationen und Charakteristika verwandelt. Diese Vorgänge sind das Gegenstück der Externalisierungsprozesse und somit als komplementär zu ihnen anzusehen.

## Soziologie

### Kulturelle Werte
Werte in einer Gesellschaft stellen eine wichtige Orientierung in einer jeden Gesellschaft dar. Sie sind eine äußere Leitlinie, an denen sich jedes Individuum ausrichten muss, will es innerhalb einer Gesellschaft akzeptiert werden. Werte und Normen stellen Ansprüche der Gesellschaft an das Individuum dar. Kulturelle Werte werden in der Gesellschaft dargestellt als etwas „Selbstverständliches“ und Universales. Die Analyse oder sogar Anzweifelung von Werten wird häufig bestraft (z. B.: „fehlender Stallgeruch“). Korrekte Befolgung von Werten und Normen wird belohnt (z. B.: „Das ist einer von uns“). 
In der primären Sozialisation innerhalb der Familie lernt das Individuum Werte und Normen (a) zu erkennen (welche Werte und Normen sind zu befolgen?), (b) emotional zu akzeptieren und (c) danach zu handeln. Die gelungene Internalisierung von Werten und Normen wird in der sekundären Sozialisation dadurch erreicht, dass das Individuum lernt, mit Werten und Normen reflektierend umzugehen: (a) Der Geltungsbereich von Werten und Normen ist räumlich und zeitlich begrenzt und (b) die Ansprüche der Gesellschaft können in Widerspruch stehen zu ethischen Grundsätzen als Ansprüche des Gewissens an das Individuum.

### Solidarität
Émile Durkheim (1858–1917) ging als einer der ersten Soziologen der Frage nach, wie die Integration der arbeitsteiligen Individuen erfolgt. Seine Antwort darauf war: Es gibt eine „solidarische Kooperation“, ein gemeinsames Bewusstsein, welches nicht nur Werte und Normen umfasst, sondern auch Glaubensvorstellungen und das Wissen über die Welt. Diese Vorstellungen werden vom Individuum verinnerlicht (internalisiert). Das Wort „Internalisierung“ selbst wurde später von Talcott Parsons in seiner strukturfunktionalen Systemtheorie geprägt und zielt dort auf denselben Sachverhalt ab wie bei Durkheim: Integration der Individuen durch Internalisierung von Werten und Normen.

### Kritische Distanz
Jürgen Habermas wies bereits in den 1960er Jahren darauf hin, dass Internalisierung nicht nur das Lernen bestehender Werte und Normen – die sich ändern können – darstellt, sondern auch in der Sozialisation gelernt werden muss, wie reflexiv damit umzugehen ist: Die „reflektierende Urteilskraft“ des Einzelnen muss im Sozialisationsprozess entwickelt werden um (a) die Autonomie des Individuums innerhalb der Gesellschaft zu gewährleisten und (b) um den Veränderungen der Gesellschaft Rechnung zu tragen.

### Forschung heute
Im Einzelnen wird heute untersucht, wie die Mechanismen der Internalisierung in Familie, Schule, Massenmedien und Beruf wirken. Unterschiedliche Vermittlung von Werten und Normen nicht nur in den soeben genannten Institutionen, sondern auch in unterschiedlichen sozialen Klassen und Schichten, bei Migranten unterschiedlicher Herkunft und religiösen Glaubensrichtungen (Christen, Muslime, Juden usw.) sind zu berücksichtigen. Die Ergebnisse sind abschließend noch nicht zu bewerten.
Trotz aller Unterschiede zwischen den Individuen muss eine Gesellschaft es leisten, die Individuen zu integrieren (Durkheim) und einen allseits geteilten Konsens erreichen. Sinkende Wahlbeteiligung, zunehmende Kriminalität und Vandalismus sind soziale Indikatoren eines abnehmenden Konsensus in der Gesellschaft.
Diverse Meinungsforschungsinstitute veröffentlichen regelmäßig Hierarchien von Werten, die den Bürgern wichtig erscheinen: Diese reichen von „Kriminalitätsbekämpfung“ über „Arbeitslosigkeit“ und „Umwelt“, „Klimaschutz“ bis hin zu „Friedenssicherung“ und „Bildung“. Deutlich wird hierbei stets der rasche Wandel, dem diese Hierarchien unterliegen.

## Psychologie

### Internalisierung als Basis für Verhalten und Persönlichkeitsentwicklung
Internalisierungen von Werten, Normen, Regeln usw. eines zwischenmenschlichen Beziehungsgefüges bilden eine wichtige Grundlage menschlichen Verhaltens. Nach erfolgter Internalisierung können resultierende Verhaltensweisen automatisch ablaufen, sie sind innerlich programmiert. Dem äußerlich differenzierbaren Verhalten eines Individuums liegt also immer ein innerpsychisch verankertes Programm zugrunde. Im Zuge der Verinnerlichung sind dabei aus interpersonellen Prozessen intrapsychische geworden. Sind diese intrapsychischen Inhalte verfestigt, werden sie im weiteren Verlauf auch in der Interaktion mit anderen Menschen wirksam und an diese weitergegeben (vgl. auch Externalisierung (Psychologie)).
Ungeachtet seiner Unausweichlichkeit und Notwendigkeit ist der Prozess der Internalisierung an sich nicht per se als im Ergebnis positiv zu betrachten. Entscheidend ist, was genau verinnerlicht wird, in welchem Zusammenhang die Internalisierungen wirksam werden und inwiefern sie – falls nötig – korrigierbar sind.

#### Beispiel aus der Bindungstheorie (vereinfacht)
Nach Vorstellung der Bindungstheorie besteht beim Menschen ein eben spezifisch menschliches, angeborenes und damit auch neurobiologisch verankertes Bedürfnis nach enger emotionaler Bindung an andere Menschen (vgl. Pflegeverhalten, Bindungsverhalten). Unter günstigsten Bedingungen zwischen Kind und den frühen Bezugspersonen, entwickelt sich von diesem Bedürfnis ausgehend eine sichere Bindung. In deren Rahmen internalisiert das Kind Mutter und Vater als verlässliche, liebevolle, am Kind und seiner persönlichen Entfaltung orientierte Bezugspersonen und speichert im innerpsychisch (auch neurobiologisch) verankerten Programm sichere „innere Arbeitsmodelle“ als Norm der Interaktion zwischen sich selbst und anderen Menschen. Verkürzt ausgedrückt, sind über diese Verinnerlichung die besten biopsychosozialen Grundlagen für eine gelingende Persönlichkeitsentwicklung gelegt worden.
Aber eine Internalisierung erfolgt auch unter ungünstigsten Bedingungen. Wenn das Bedürfnis nach enger emotionaler Bindung angeboren ist, dann wird es unabhängig von der Situation wirksam, in die ein Kind hineingeboren wird. Sind nun diese Bedingungen eher unsicher, unverlässlich, abweisend oder gar schädigend, so bilden Unsicherheit, Unverlässlichkeit, Abweisung oder gar Schadhaftigkeit der Interaktion mit den frühen Bezugspersonen die Grundlage für die Ausprägung eines anderen, unsicheren, desorientierten usw. Bindungsstils. Internalisiert werden in diesem Fall solche Arbeitsmodelle, mit denen – vermeintlich – am ehesten die enge emotionale Bindung zu den Bezugspersonen hergestellt werden kann. Das sind eben solche Arbeitsmodelle, die der Unsicherheit, Unverlässlichkeit, Abweisung oder gar Schadhaftigkeit der Eltern am ehesten entgegenkommen (vgl. kooperatives Verhalten). Eine andere Norm wurde verinnerlicht (und neurobiologisch verankert), und dient nun als Basis für die Persönlichkeitsentwicklung.

### Modi oder Stufen der Internalisierung
In der Fachliteratur oder in verschiedenen Zusammenhängen der Psychologie werden Identifikation, Imitation, Internalisierung, Introjektion, Inkorporation und Ich-Identität als verschiedene Modi oder Niveaustufen der Internalisierung unterschieden. Nicht immer erscheint das Auseinanderhalten der dahinterstehenden Inhalte einfach. Festzuhalten bleibt die Erkenntnis, dass eine vollständige Internalisierung bedeutet, dass jene Inhalte zum festen (nicht gleichzusetzen mit unkorrigierbar) Bestandteil des Selbst geworden sind.

### Internalisierung und Individuum
Es ist zu beachten, dass im Zuge der Internalisierung nicht objektive, „unformatierte“ Informationen verarbeitet werden, sondern auch vorgestellte, d. h. unbewusst subjektiv ergänzte Bedeutungen und Erwartungen verinnerlicht werden. Bezogen auf das angeführte Beispiel aus der Bindungstheorie könnte man es vereinfacht so formulieren: Unsicherheit o. Ä. der Bezugspersonen im Pflegeverhalten wird ggf. nicht nur als schlichte Unsicherheit „internalisiert“, sondern gleichzeitig ggf. auch als Abweisung o. Ä.